# Universitaria (Metropolitano)
La estación Universitaria es una estación del Metropolitano en la ciudad de Lima. Está ubicada en la intersección de la avenida Universitaria con la avenida El Parral en el distrito de Comas.